# Вероника простёртая
Вероника простёртая (лат. Veronica prostrata) — многолетнее травянистое растение, вид рода Вероника (Veronica) семейства Подорожниковые (Plantaginaceae).

## Распространение и экология
Ареал вида охватывает Турцию и практически всю территорию Европы. На территории России растение встречается в Европейской части, Предкавказье и Западной Сибири.
Произрастает на сухих степных склонах, на суходольных лугах и лесных полянах, в кустарниках; на севере в сухих борах и по склонам; поднимаясь в горах до 1500 м над уровнем моря.

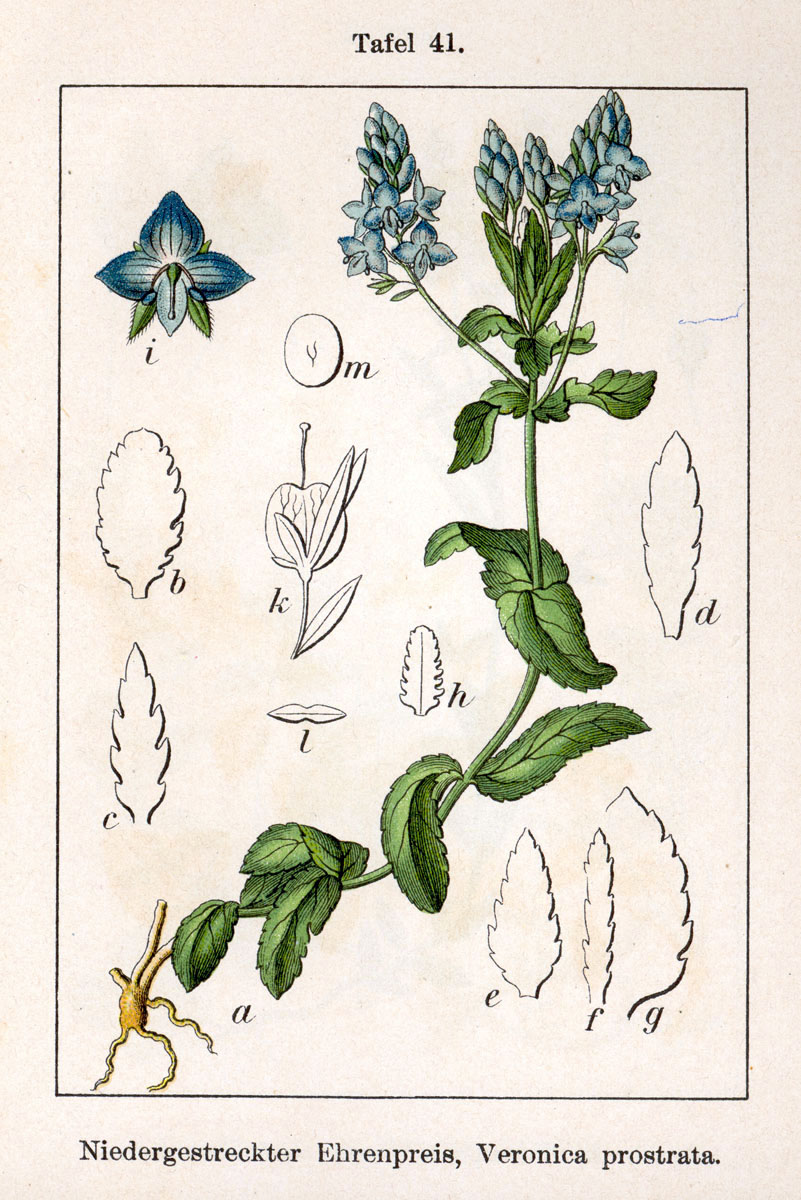

## Ботаническое описание

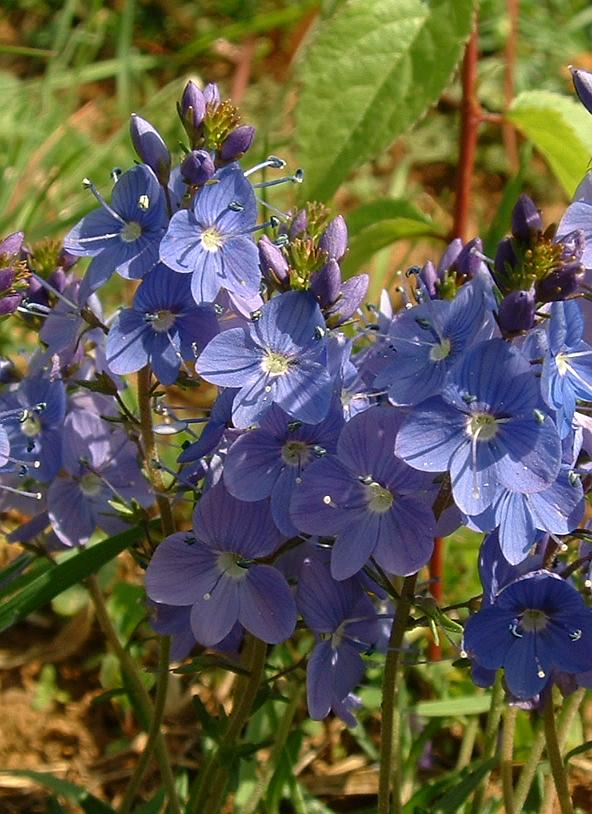
Цветки

Стебли высотой 5—30 см, многочисленные, сероватые от короткого равномерного опушения; бесплодные — лежачие, цветущие — восходящие.
Листья на коротких черешках. Нижние листья узкояйцевидные, верхние — продолговато-ланцетные или линейно-ланцетные, суженные в очень короткий черешок, тупые на верхушке, по краю городчатые, длиной 1—2 см, шириной 3—8 мм.
Кисти боковые, супротивные, расположены в пазухах 2—4 верхних листьев, длиной 1,5—4 см, густые, многоцветковые; цветоножки короче линейно-ланцетных прицветников и чашечки. Чашечка пятираздельная с неравными, линейно-ланцетными долями, превышающими коробочку; две передних доли чашечки вдвое длиннее задних, пятая в три раза короче передних. Венчик диаметром 5—8 мм, синевато-лиловый или бледно-голубой, доли отгиба длиной 4—5 мм, одна лопасть округло-яйцевидная, две островатые, одинаковые, широкояйцевидные и одна яйцевидная, тупая.
Коробочка длиной 3—5 мм, широкообратнояйцевидная или обратно-сердцевидная, с длиной, превышающей ширину, у основания округлая, голая или очень коротко пушковатая, на верхушке с неглубокой и острой выемкой. Семена округлые, щитовидные, длиной 1 мм, шириной около 1 мм, желтоватые.

## Классификация

### Представители
В рамках вида выделяют ряд подвидов:
- Veronica prostrata subsp. prostrata
- Veronica prostrata subsp. scheereri J.-P.Brandt — встречается в Центральной Европе, Италии, Франции и Испании.

### Таксономия
Вид Вероника простёртая входит в род Вероника (Veronica) семейства Подорожниковые (Plantaginaceae) порядка Ясноткоцветные (Lamiales).
|  |                                      |  |                                                             |                                                             |                          |  | ещё 21 семейство (согласно Системе APG II) | ещё 21 семейство (согласно Системе APG II) |                         |  |  |  | ещё от 300 до 500 видов |
|  |                                      |  |                                                             |                                                             |                          |  | ещё 21 семейство (согласно Системе APG II) | ещё 21 семейство (согласно Системе APG II) |                         |  |  |  | ещё от 300 до 500 видов |
|  |                                      |  |                                                             | порядок Ясноткоцветные                                      |                          |  |                                            |                                            | род Вероника            |  |  |  |                         |
|  |                                      |  |                                                             | порядок Ясноткоцветные                                      |                          |  |                                            |                                            | род Вероника            |  |  |  |                         |
|  | отдел Цветковые, или Покрытосеменные |  |                                                             |                                                             | семейство Подорожниковые |  |                                            |                                            | вид Вероника простёртая |  |  |  |                         |
|  | отдел Цветковые, или Покрытосеменные |  |                                                             |                                                             | семейство Подорожниковые |  |                                            |                                            |                         |  |  |  |                         |
|  |                                      |  | ещё 44 порядка цветковых растений (согласно Системе APG II) | ещё 44 порядка цветковых растений (согласно Системе APG II) |                          |  |                                            | ещё 90 родов                               | ещё 90 родов            |  |  |  |                         |
|  |                                      |  |                                                             | ещё 44 порядка цветковых растений (согласно Системе APG II) |                          |  |                                            |                                            | ещё 90 родов            |  |  |  |                         |